# Geitanger
Ne doit pas être confondu avec Geitung.
Geitanger ou Geitung, est une île dans le landskap Sunnhordland du comté de Vestland. Elle appartient administrativement à Øygarden.

## Géographie
Rocheuse et couverte d'arbres, elle s'étend sur environ 1,7 km de longueur pour une largeur approximative de 954 m.
Elle comporte un lac intérieur nommé Vatnet, deux ports abrités de petits cabotages, une route principale sur sa côte ouest et une vingtaine d'habitations. Plusieurs navettes la relie quotidiennement à Knappskog (en), à l'ouest. 

## Galerie

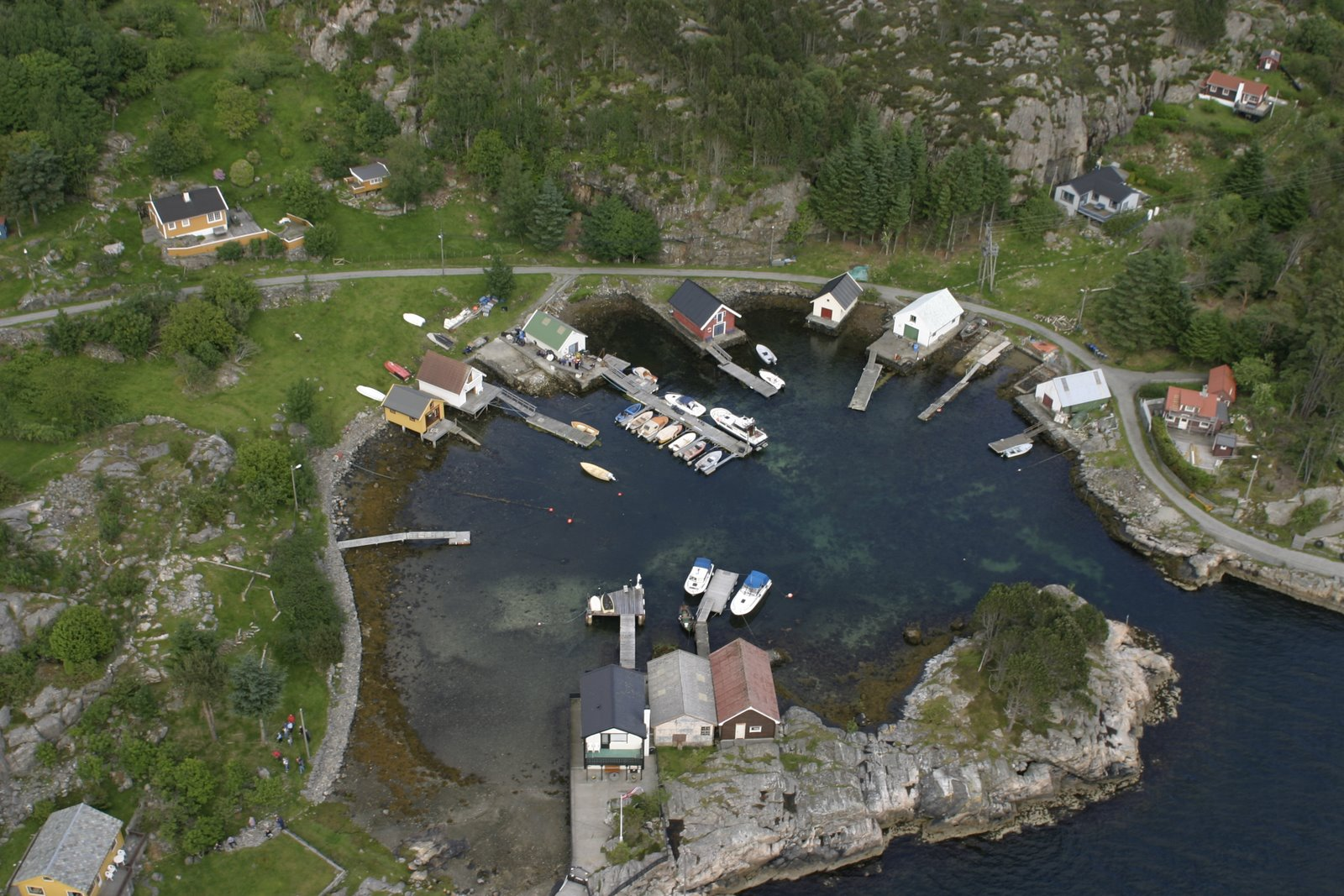
Le port Hamna Keilo
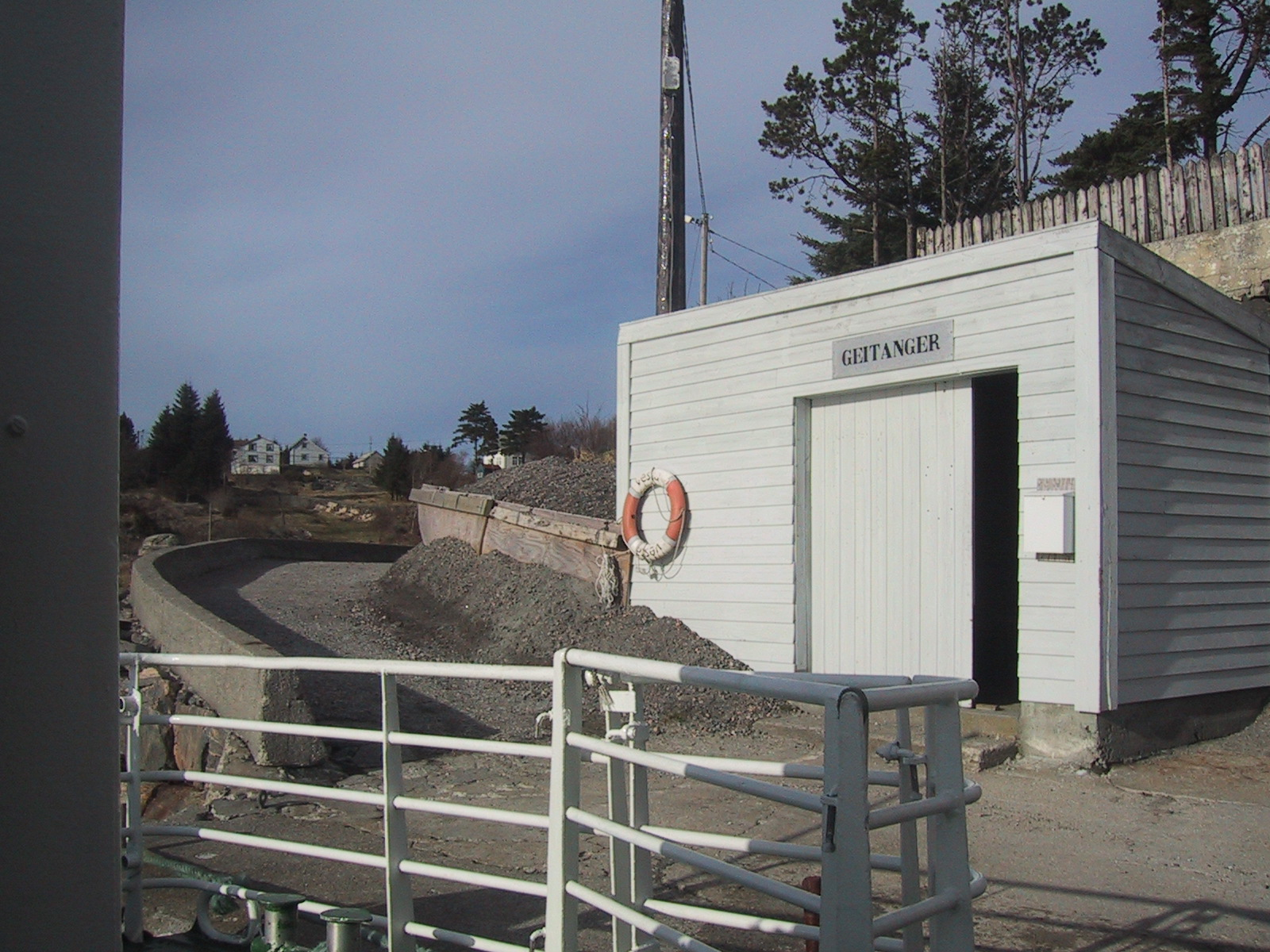
Départ de la navette
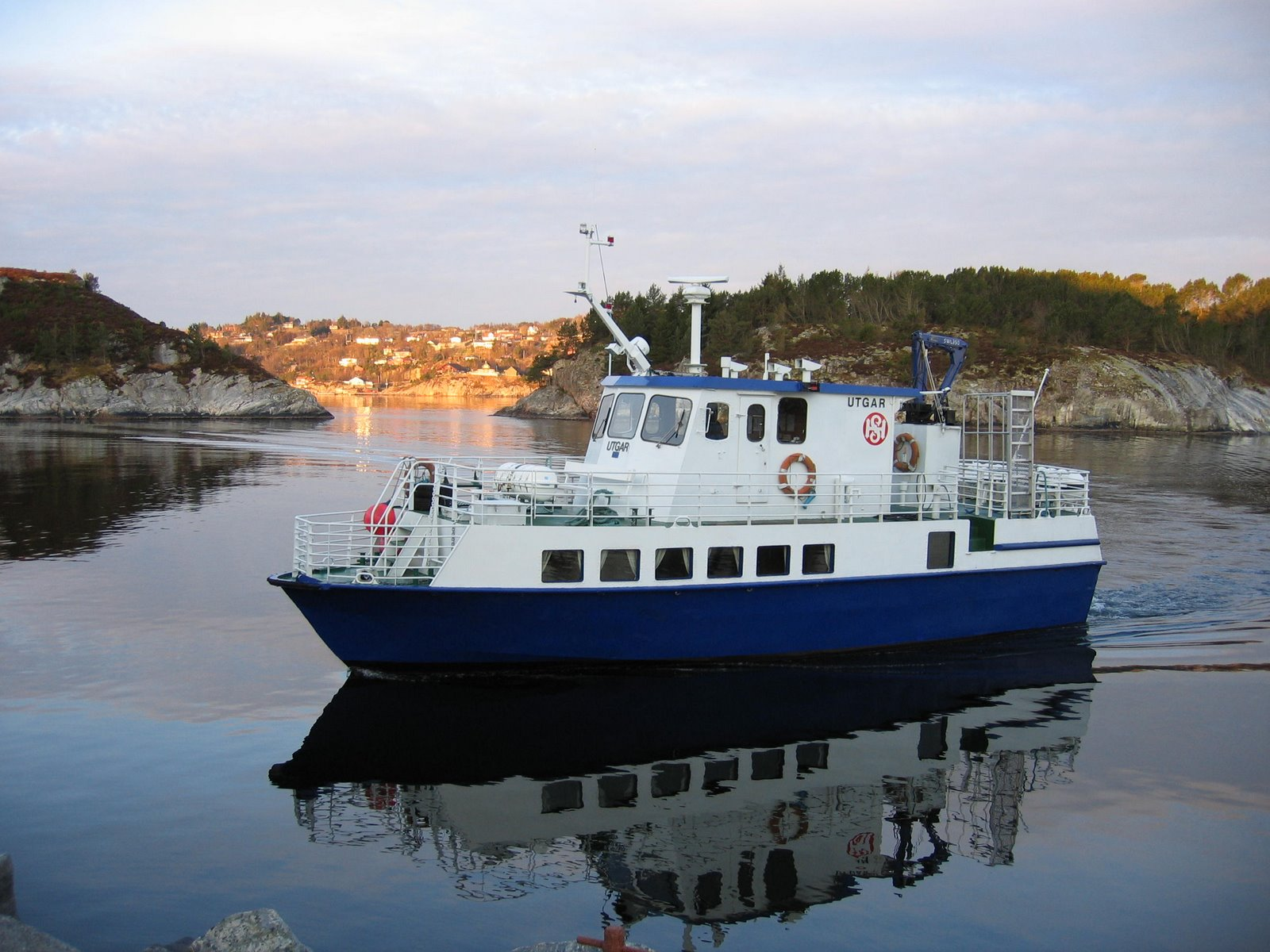
La navette